# Droga krajowa SS21 (Włochy)
Droga krajowa SS21 (wł. Strada Statale 21 della Maddalena) - droga krajowa trzeciej kategorii we Włoszech. Droga biegnie przez Dolinę Stura od Borgo San Dalmazzo pod Cuneo do granicy włosko-francuskiej na Przełęczy Maddalena. Ostatni odcinek arterii od miejscowości Argentera do granicy wije się malowniczymi serpentynami. Trasa jest jedno-jezdniowa.